# Fujiwara no Toshiyuki
Fujiwara no Toshiyuki (藤原 敏行, anche 藤原 敏行 朝臣 Fujiwara Toshiyuki no Ason; ... – 901 o 907) è stato un poeta giapponese waka del medio periodo Heian.
È rinomato anche nello shodō ed è annoverato tra i Trentasei Immortali della Poesia.
La data della morte non è nota, secondo alcuni studiosi morì nell'anno 901, secondo altri nel 907.

## Biografia

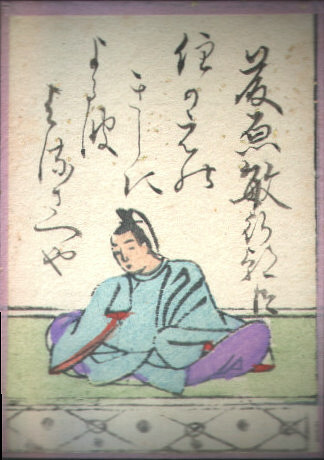
Fujiwara no Toshiyuki, dallOgura Hyakunin Isshu.

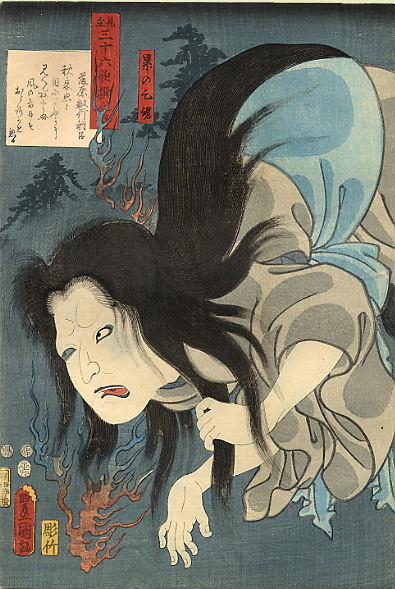
Fujiwara no Toshiyuki raffigurato come il fantasma di Rui no Hitodama, in un dipinto di Kunisada.

Suo padre era Fujiwara no Fujimaro un Mutsu azechi (ispettore locale delle province di Mutsu e Dewa nella regione giapponese del Tohoku dal periodo Nara al periodo Heian). Nacque nella Casata Meridionale del clan Fujiwara e alla fine raggiunse il grado di Jushiinojo (Quarto Junior, Grado Superiore), assumendo la posizione di Uhyōe no kami (Capitano della Divisione Destra delle Guardie del Palazzo di Mezzo).
Fu annoverato tra i Trentasei Immortali della Poesia del suo tempo, una sua poesia è inclusa nel Kokin Wakashū, esiste anche una raccolta delle sue poesie chiamata "Toshiyuki-shu".

## Calligrafia
Ai suoi tempi era un rinomato calligrafo; tuttavia, sono stati conservati solo i seguenti esempi firmati delle sue opere.
Kane mei (iscrizione sulla campana) del Tempio Jingo-ji a Kyoto.
Sebbene il lavoro su questa iscrizione sia stato iniziato per volere di Shinsho del Tempio Zenrin-ji, è morto prima che lo stampo fosse completato, lasciando in eredità il compito a Tsunenori Waki, che poi assunse Umitsugu Shikabe il 30 settembre 875 per completare lo stampo. L'iscrizione comprende un totale di 32 righe, per un totale di 245 caratteri. È un'iscrizione solenne, che è stata scritta nella scrittura standard, resa come un'incisione a rilievo. Lo stile della calligrafia è dinamico, mostrando l'influenza del lavoro di Ono no Takamura e Ki no Natsui, che erano spesso incaricati di scrivere iscrizioni dal clero buddista. Si noti che il motivo per cui fin dall'antichità è stata chiamata 'Sanzetsu no Kane' (campana dei tre maestri) è perché l'iscrizione comprende l'opera di tre maestri attivi in quel momento: la prefazione era composta da Tachibana no Hiromi, il testo dell'iscrizione da Sugawara no Koreyoshi e la calligrafia da Toshiyuki. Questa campana del tempio Jingo-ji è stata designata tesoro nazionale.

## Aneddoto
Secondo l'Uji Shūi Monogatari, a Toshiyuki fu chiesto spesso di trascrivere il testo del Sutra del Loto (Hokekyō), e si dice che ne abbia fatte più di 200 copie, tuttavia, poiché ha svolto tale lavoro in condizioni impure, come consumare pesce e simili, si dice anche che sia andato all'inferno e abbia sofferto.